# 發光小菇
發光小菇（學名：Mycena chlorophos），又名螢光小菇、夜光茸，為小菇科小菇屬的蕈類，於1860年被發表描述，分布於亞洲的亞熱帶地區，包括印度、日本、台灣、泰國、印尼和斯里蘭卡等地，也見於玻里尼西亞、澳洲和巴西，為這些地區偶見的木棲腐生小型菇類，生長於春夏季的低海拔林區，常見於落葉、枝條和原木上。
本種擔子果的直徑可達30毫米（1.2英吋），具淡褐灰色的黏糊菌帽，由長6—30毫米（0.2—1.2英吋）、厚度達1毫米的菌柄所支撐。 
發光小菇顧名思義其特點是夜間會發出綠色瑩光，日間色澤為白色。在實驗室條件下可以培養這種真菌並使其形成子實體，已有研究探討影響生物發光的生長條件。

## 分類命名
1860年，和發表本種描述，將其命名為Agaricus chlorophos，原始標本是美國植物學家於1854年10月在1853—56年北太平洋探索和測量遠征中從小笠原群島採集。在1887年的出版物中將該物種自傘菌屬轉移到小菇屬，學名Mycena chlorophos沿用至今。丹尼尔·德雅尔丹（Daniel Desjardin）等人於2010年重新描述了本種，並指定了選模標本。
同樣在1860年，除了Agaricus chlorophos之外，柏克萊和柯堤斯從同一組小笠原群島樣本中描述了另一個物種Agaricus cyanophos，該樣本是於幾週後在Agaricus chlorophos原始樣本的位置附近採得。日本真菌學家伊藤誠哉和今井三子在1930年代末研究了這些標本，並得出結論：儘管菌蓋形狀、菌褶依附方式和發光顏色存在差異，但Agaricus chlorophos與Agaricus cyanophos是同一物種。德雅尔丹團隊在檢查了兩個物種的標本材料後同意了這個決定。發光小菇被歸類到小菇屬Exornatae節，該節中的其他發光物種包括M. discobasis和M. marginata。由於形態相似，一些學者認為M. illuminans與發光小菇是同一物種，但分子分析結果顯示兩者有相當差異。
本種在日本被稱為或「夜光茸」；在小笠原群島又被稱為（來自英語的Green Pepe）。

## 特徵描述

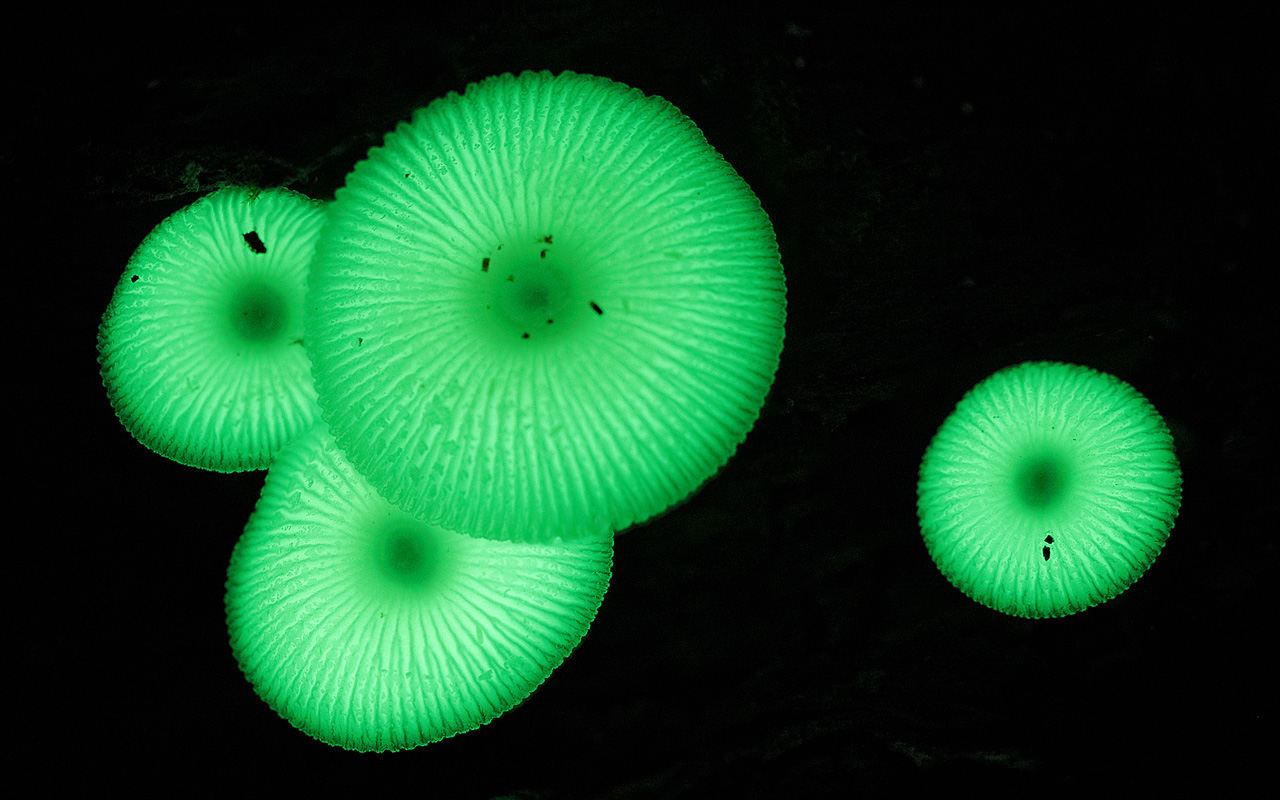
在澳大利亚新南威尔士州的夜晚中正在显示发亮的发光小菇

### 巨觀結構
發光小菇的菌帽初形成時呈凸形，展開後變平（有時形成中央凹陷），直徑可達30毫米（1.2英寸）。菌帽有放射狀溝槽，幾乎延伸到中心，有時邊緣會出現帶圓狀小齒的裂縫。菌帽的顏色是淡褐灰色，擴張後會褪色，具黏性。白色的菌柄長6-30毫米（0.24—1.18英吋），直徑0.3—1毫米，中空且半透明，表面有細小的毛。菌柄的基部呈盤狀或類球形，寬1—2.5毫米。薄薄的菌褶相離或狹窄地相附着菌柄，圍繞菌柄形成一個輕微的領口。菌褶最初是白色，然後變成灰色，菌褶間相當擁擠，有17—32條完整長度的菌褶和1到3層的小褶片（不完全從菌帽邊緣延伸到菌柄的較短菌褶）。菌褶寬0.3—1毫米，邊緣微亮。菌髓非常薄，有強烈的氨味。菌帽和菌褶都能發光，而菌絲體和菌柄幾乎沒有甚至完全不發光。

### 微觀結構
本種的擔孢子為白色且光滑，大致呈橢圓形，尺寸為7—8.5乘以5—6微米。擔子為17—23乘以7.5—10微米，每個擔子產四枚孢子，擔孢子梗約3微米長；側絲寬5—8微米，比擔子短但數量更多，形成一個略凝膠狀的層；菌褶緣囊狀體（Cheilocystidia，菌帽邊緣的囊狀體）為60乘以7—21微米，無色，錐形或膨大。菌褶緣囊狀體的頂端拉長成一點，或有一個短的附屬物，尺寸為15乘以2—3微米，有時分枝，壁薄或稍厚；帽囊狀體（Dermatocystidia，菌帽表面的囊狀體）呈棍棒狀，尺寸為25—60乘以13—25微米，壁厚，暴露的表面有短而簡單的突起物，長達3微米，帽囊狀體間會相互連接，在幼年菌帽上形成連續的層，但隨著菌帽的擴張而破裂。菌柄囊狀體（Caulocystidia，菌柄上的囊狀體）是錐形或長矛形的，無色，光滑，壁薄或略微增厚，其尺寸最大可達300乘以10—25微米，但在菌柄的上部區域較短；沒有觀察到褶面囊狀體（Pleurocystidia，菌褶面上的囊狀體）。本種子實體所有組織的菌絲都有扣子體。

### 相似物種
有兩種小菇屬Exornatae節的發光物種與發光小菇在外觀上相似：M. discobasis的子實體有較淺的菌帽，在顯微鏡下，它們有較大的孢子，尺寸為9.9乘以6.7微米，並且缺乏發光小菇菌褶囊狀體上發現的短頂端附屬物；M. margarita的孢子較小，平均為6.9乘以4.4微米，菌褶囊狀體較小，並且具有環狀的扣子體。

## 生態分佈
發光小菇的子實體在森林中發現，成群生長在落葉、枝條和樹皮等木質碎屑上。這種真菌需要適當的濕度範圍才能形成子實體；例如在八丈島上，只有在6—7月和9—10月的雨季、相對濕度約88%左右，通常在降雨後的第二天才會形成子實體。研究表明過濕的原基會變形，而過乾的條件會導致菌帽扭曲和破裂，因為覆蓋在它們上面的凝膠狀膜受破壞。
發光小菇在亞洲已在日本、台灣、波利尼西亞、爪哇和斯里蘭卡發現。一些澳洲的野外指南報導也發現了本種。此外本種在巴西也有許多記錄。1985年薩摩亞發行的一套郵票中即包含發光小菇。
發光小菇在日本的數量隨棲地破壞而逐漸減少，在宮崎縣、福島縣和千葉縣都被歸類為極危或瀕危物種。

## 相關研究
由於發光小菇體積較小，且僅在有限的季節和小範圍內形成子實體，研究人員已經着手研究在實驗室環境下人工培養該物種所需的條件，以便有更多的材料研究生物發光的機制，以幫助保護該物種。
本種菌絲體生長的最適溫度是27 °C（81 °F），而原基生長的最佳溫度是21 °C（70 °F）。這個溫度範圍與本種常見的亞熱帶氣候一致。最大發光強度在27°C，大約在原基開始形成後的25—39小時，那時菌帽將會完全展開。在21°C下，發光持續約3天，並在原基生長後約72小時變得肉眼不可見。

## 站內參見
- 小菇屬
- 生物发光
- 腐生
- 發光生物列表（英语：List of bioluminescent fungi）

## 延伸閱讀
- 周文能、張東柱，《野菇圖鑑》，2005年，台北，台灣館出版社

## 外部連結
- 發光小菇在Index Fungorum中的資訊
- 神奇夜光小菇 （页面存档备份，存于）